# علامة بروجينسكي

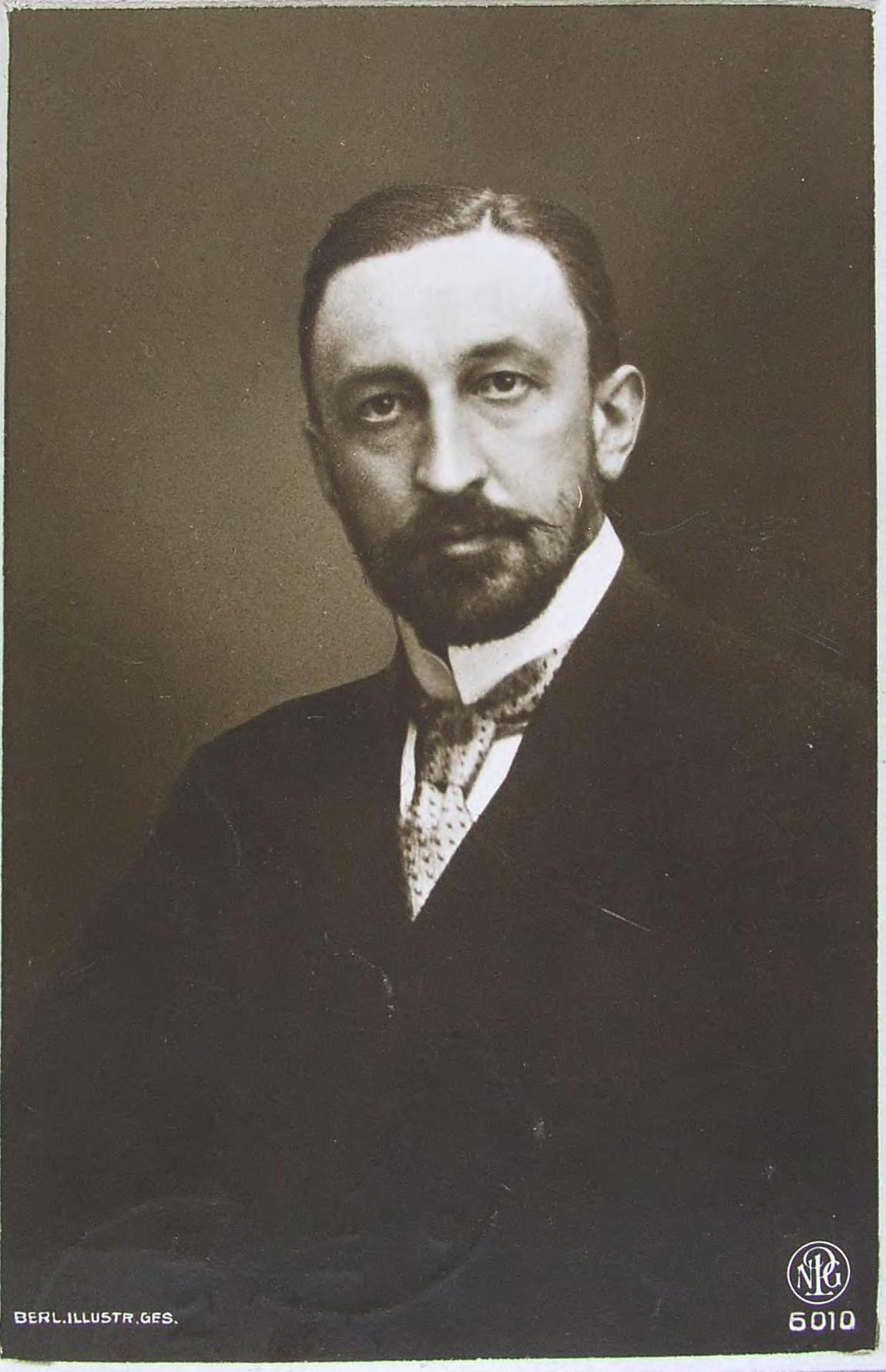
يوزيف بروجينسكي والذي يحمل العلامات الطبية اسمه.

علامة بروجينسكي (بالبولندية: Brudziński's sign) هي واحدة من ثلاث علامات سريرية طبية، والتي قد تحدث في الحالة السحائية. سُميّت كل ثلاث العلامات نسبة لطبيب الأطفال البولندي يوزيف بروجينسكي.

## العلامات الثلاثة

### علامة خد بروجينسكي
وهي علامة سريرية تظهر عند الضغط على الخد فتثير ردة فعل تتسبب برفع وثني الساعد. تظهر هذه العلامة عند الأشخاص المصابين بالتهاب السحايا، وهي حالة مماثلة لعلامة بروجينسكي الارتفاقية في الطرف الأسفل.

### علامة بروجينسكي الارتفاقية
وهي علامة سريرية تظهر عند الضغط على الارتفاق العاني تنتج عنه ردة فعل في الورك والركبة وخطف الساق. تظهر هذه العلامة عند الأشخاص المصابين بالتهاب السحايا، وهي حالة مماثلة لعلامة خد بروجينسكي في الطرف العلوي.

### علامة رقبة بروجينسكي
وكذلك تسمى بمتلازمة بروجينسكي، وهي علامة سريرية تظهر عند ثني الرقبة بشدة فتنتج عنه ردة فعل انثناء الوركين. تظهر هذه العلامة في الأشخاص المصابين بالحالة السحائية ونزف تحت العنكبوتية وربما في التهاب الدماغ. هذه العلامة ليست شائعة.

## روابط خارجية
- Brudziński's cheek phenomenon على قاموس من سمى هذا؟
- Brudziński's symphyseal sign على قاموس من سمى هذا؟
- Brudziński's neck sign على قاموس من سمى هذا؟